# Naro jezik
Naro jezik (ǁaiǁe, ǁaiǁen, ǁaikwe, ǁaisan, ǀaikwe, nharo, nharon, nhauru, nhaurun; ISO 639-3: nhr), jezik Naron Bušmana kojim govori 10 000 ljudi u Bocvani (2004 R. Cook) i 4 000 u Namibiji (1998 Maho). Služi i kao trgovački jezik među drugim kojsanskim skupinama u distriktu Ghanzi u Bocvani. 
Pripada kojsanskoj porodici, skupini tshu-khwe, jugozapadna podskupina. Govori se više dijalekata: ǀamkwe, ǀanekwe, gǃinkwe, ǃgingkwe, gǃokwe, qabekhoe (qabekho, ǃkabbakwe), ts’aokhoe (tsaukwe, tsaokhwe), tserekwe, tsorokwe, nǀhai-ntse’e (nǁhai, ts’ao). Pismo: latinica.

## Vanjske poveznice
- Ethnologue (14th)
- Ethnologue (15th)